# Braungelber Weidenblattkäfer
Der Braungelbe Weidenblattkäfer (Lochmaea capreae) ist eine Käferart aus der Familie der Blattkäfer (Chrysomelidae).

## Merkmale
Die Käfer werden vier bis sechs Millimeter lang. Ihr Körper ist braungelb bis gelb, wobei der Kopf, das Schildchen (Scutellum) und gelegentlich auch die Eindrücke am Halsschild schwarz gefärbt sind. Ansonsten ist der Halsschild hell, die Deckflügel sind ungleichmäßig dunkel punktförmig strukturiert. Die Fühler sind basal hell, zur Spitze hin dunkel gefärbt. An den Beinen sind die Schenkel (Femora) dunkel, die Schienen (Tibien) und Tarsen hell gefärbt. Die Art kann mit Lochmaea suturalis verwechselt werden, welche jedoch feiner punktförmig strukturiert ist und deren Deckflügel an der Naht häufig verdunkelt sind. Auch das Schildchen ist basal braun, zur Spitze hin hell gefärbt und es findet sich vor den Facettenaugen meistens ein gelber Fleck. Lochmaea crataegi unterscheidet sich durch das dritte Fühlerglied, das etwas länger als das vierte ist und durch den hell gefärbten Kopf. 

## Vorkommen
Die Tiere sind nahezu in der gesamten Paläarktis verbreitet und kommen lokal verbreitet auch auf den Britischen Inseln vor. Im Norden reicht die Verbreitung bis an die Kontinentalgrenze. Die Tiere treten von April bis September auf und ist besonders an Birken, Pappeln und Weiden zu finden. Die Weibchen legen ihre Eier beispielsweise unter Steinen, altem Laub oder Moos ab. Die Art tritt mitunter an Korb-Weiden als Schädling auf. 